# Ketoconazol
El ketoconazol es un fármaco antimicótico azólico, de la clase imidazol, en la que también se encuentran: clotrimazol, miconazol, econazol, butoconazol, oxiconazol, sulconazol, bifonazol, tioconazol, fluconazol e itraconazol como más importantes. 
Químicamente se caracteriza por la presencia del grupo imidazol y de un grupo piperazina, siendo su fórmula molecular  C26 H28Cl2N4O4.

## Farmacocinética
La asimilación en el tubo digestivo es incompleta, aunque aceptable. Al ser un agente dibásico débil, requiere un medio ácido para su disolución y absorción. Tras la absorción alcanza niveles plasmáticos máximos entre una hora y dos después de la toma del fármaco junto con la comida. En plasma presenta una vida media de dos horas, aunque la eliminación es bifásica. La unión a las proteínas del plasma es del 99% (estudios "in vitro"), fundamentalmente a albúminas, siendo el paso al líquido cefalorraquídeo insignificante. Se metaboliza intensamente en el organismo, fundamentalmente por la inactivación de los grupos imidazol y piperacina gracias a las oxidasas dependientes del citocromo P450 del hígado, transformándose en metabolitos inactivos. Su escasa eliminación en forma activa por la bilis y la orina hace que no sea necesario ajustar las dosis en pacientes con insuficiencia renal.
La excreción es fundamentalmente por vía biliar, por lo que podemos encontrar los metabolitos inactivos en heces. Por vía renal se elimina un 13% aproximadamente, y de ese porcentaje tan sólo un 4% es fármaco activo.
Tiene escasa capacidad para penetrar en las células epidérmicas, por lo que su aplicación tópica no conlleva absorción por parte del organismo.

## Mecanismo de acción
Su oxidación por parte de los sistemas enzimáticos dependientes del citocromo P450 interfiere el metabolismo del lanosterol (dificulta la 14-desmetilación) lo que lleva a una disminución del ergosterol y, de forma secundaria, a un acúmulo de esteroles anómalos (esteroles 14-alfa-metilados). Al ser mucho más importante el ergosterol para la pared de los hongos que para la de las células humanas, y debido a la mayor afinidad de los primeros por los azoles, se explica la acción selectiva del ketoconazol. La falta de ergosterol altera la permeabilidad de las membranas de los hongos lo que lleva a una desestructuración de los orgánulos intracelulares y de la capacidad de división. Secundariamente, el acúmulo de esteroles anómalos contribuye a la fragilidad y muerte celular. Esta situación se ve reforzada por un cierto efecto del ketoconazol sobre la síntesis de otros compuestos químicos como son los fosfolípidos y los triglicéridos.  Finalmente, en algunos hongos (como es el caso de Candida) impiden la transformación en pseudohifas, lo que las hace más sensibles a la acción de los leucocitos del organismo.

## Indicaciones
Es uno de los fármacos de elección en infecciones candidiásicas con unas duraciones del tratamiento muy variables: desde cinco días en una candidiasis vaginal hasta un año en las onicomicosis candidiásicas.
También se puede utilizar en infecciones por histoplasmas y blastomicetos, y en algunos casos de coccidiomicosis y paracoccidiomicosis.
Usado tópicamente presenta utilidad frente a algunos dermatofitos como Trichophyton spp., Epidermophyton spp., Microsporum spp. y frente a levaduras como la Malassezia spp. (Pityrosporum spp.). Esto lo hace eficaz ante la pitiriasis versicolor, la dermatitis seborreica y algunas tiñas. También existen fórmulas de Ketoconazol al 1% o 2% en presentación de champú, las cuales son utilizadas para el tratamiento y profilaxis de infecciones en las cuales la levadura (Pityrosporum ovale) está implicada, así como la pitiriasis versicolor (localizada), la dermatitis seborréica y la pitiriasis capitis (caspa).
Usado a altas dosis produce una supresión androgénica rápida, por lo que se emplea también como tratamiento de alguna de las complicaciones del cáncer de próstata diseminado.

## Interacciones
Por vía oral su necesidad de absorberse en medio ácido hace que disminuya su absorción en pacientes que toman antiácidos, por lo que la toma de estos y el ketoconazol debe diferir al menos dos horas. Otros fármacos que reducen la acidez del estómago son los antagonistas H2 (cimetidina o ranitidina, por ejemplo) y los inhibidores de la bomba de protones (omeprazol, pantoprazol, ...). Algunos autores aconsejan, en estos casos, tomar el ketoconazol junto con una bebida de cola.
La implicación del citocromo P450 hepático en el metabolismo del ketoconazol hace que presente interferencia con otros medicamentos que utilizan la misma vía. Así, por ejemplo, la isoniacida, la carbamacepina, la fenitoína y la rifampicina, al aumentar la actividad enzimática hepática, disminuyen los niveles de ketoconazol en sangre. El caso contrario es el del ritonavir, que aumenta los niveles del ketoconazol en la sangre.
A su vez, el ketoconazol puede alterar el metabolismo de otros fármacos. Esto suele acarrear un aumento de los efectos secundarios de estos fármacos, por lo que en ocasiones estará contraindicada la toma conjunta y en otras habrá de hacerse bajo estricto control médico. El siguiente cuadro nos presenta los más importantes:
| Fármacos contraindicados             | |
| Interacción enzimática               | terfenadina, astemizol, mizolastina, cisaprida, quinidina                                                                                            |
| Alteración farmacodinámica           | triazolam, midazolam |
| Otros                                | domperidona, estatinas (tales como la simvastatina o la lovastatina)                                                                                 |
| Fármacos con riguroso control médico | |
| Alcaloides del ergot.                | ergotamina y dihidroergotamina. |
| Anticoagulantes orales.              | warfarina y acenocumarol. |
| Inhibidores de la proteasa HIV.      | indinavir y saquinavir. |
| Antineoplásicos.                     | Alcaloides de la vinca, busulfan y docetaxel. |
| Bloqueadores del canal del calcio.   | dihidropiridinas y verapamil. |
| Inmunosupresores.                    | ciclosporina, tacrolimus y sirolimus |
| Otros.                               | digoxina, carbamacepina, buspirona, fentanilo, sildenafil, alprazolam, brotizolam, rifabutin, metilprednisolona, trimetrexato, ebastina, reboxetina. |

Finalmente, se han documentado reacciones "tipo disulfiram", por lo que se desaconseja el consumo de alcohol durante el tratamiento.
Según la literatura médica, el Ketoconazol utilizado en forma de champú no se absorbe percutáneamente, por lo que su uso no implica sobredosificación o interacción medicamentosa a menos que se trate de casos en los que se han aplicado corticoides tópicos en la zona a tratar.

## Embarazo y lactancia
Al no absorberse por vía tópica, no existe contraindicación en ninguno de los dos casos. Por vía oral ha demostrado alteraciones fetales en ratas, por lo que no se aconseja su uso en mujeres embarazadas o lactantes.

## Reacciones adversas
Siguiendo los criterios de la CIOSM, las reacciones adversas (RAM) por vía oral más observadas con este medicamento han sido: 
- Frecuentes (>1/100, <1/10;  es decir menos de una de cada 10 tratamientos pero más de una cada 100): Náuseas, vómitos, dolor abdominal y prurito.

- Infrecuentes (>1/1.000, <1/100; es decir menos de una de cada 100 tratamientos pero más de una cada 1.000): Dolor de cabeza,  mareos, fotofobia, diarrea, dispepsia, rash, alopecia, ginecomastia.

- A nivel metabólico se aprecian elevaciones de las enzimas hepáticas y disminución de la testosterona en sangre, lo cual puede precisar seguimiento médico.

La aplicación tópica de ketoconazol puede originar eccema de contacto.